# Thymoites gibbithorax
Thymoites gibbithorax es una especie de araña araneomorfa del género Thymoites, familia Theridiidae. Fue descrita científicamente por Simon en 1894.
Habita en Venezuela.